# Сребрни дик-дик
Сребрни дик-дик (лат. Madoqua piacentinii) је врста сисара из реда папкара (Artiodactyla) и породице шупљорожаца (Bovidae), која насељава Рога Африке.

## Распрострањење
Врста је присутна у Етиопији и Сомалији.

## Станиште
Сребрни дик-дик живи у саванама на просторима Рога Африке. Храни се лишћем које расте при тлу.

## Угроженост
Подаци о распрострањености ове врсте су недовољни.

### Популациони тренд
Популација ове врсте се смањује, судећи по расположивим подацима.